# Rolf Piehler
Rolf Piehler (* 1928) ist ein ehemaliger deutscher Fußballspieler, der in den 1950er Jahren für die BSG Einheit Ost Leipzig und den SC Rotation Leipzig in der DDR-Oberliga, der höchsten Spielklasse im DDR-Fußball, aktiv war.

## Sportliche Laufbahn
In der Saison 1953/54 trat Rolf Piehler zum ersten Mal im DDR-weiten Fußballspielbetrieb in Erscheinung. Für den Oberliga-Aufsteiger Einheit Ost Leipzig bestritt er, hauptsächlich in der Abwehr eingesetzt, 17 Punktspiele. Er wurde vom fünften Oberligaspiel an eingesetzt, nachdem gleich mehrere etatmäßige Abwehrspieler ausgefallen waren. In der zweiten Oberligasaison der Betriebssportgemeinschaft (BSG) Einheit Ost, deren Fußballsektion im November 1954 vom neu gegründeten Sportclub Rotation Leipzig übernommen wurde, war Piehler nur Dauerreservist. Lediglich in drei Punktspielen vor der Übernahme wurde er als Einwechselspieler aufgeboten. Als im Herbst 1955 zum Wechsel vom Sommer-Frühjahr-Spielrhythmus zur Kalenderjahrsaison in der Oberliga 13 Spiele ausgetragen wurden, kam Piehler zu weiteren drei Einsätzen als Abwehrspieler, zweimal von Beginn an, ein Spiel wieder als Einwechsler. Nach insgesamt 23 Spielen in der DDR-Oberliga ohne Tor verschwand Rolf Piehler wieder aus den höheren Fußball-Ligen.